# 河源市第一中学
河源市第一中学是一所位于广东省河源市的初中。创建于1990年秋，是河源市人民政府举办的第一所完全中学。占地面积约2.98萬平方米，建筑面积约17400平方米。
在2003年6月的市直学校布局调整中改制为初中。在2005年12月还被评为广东省一级学校。

## 設施
有标准塑胶400米跑道（并附100米直跑道）田径运动场，有标准篮球场4个，羽毛球场6个，足球场1个，排球场2个。

## 历史
1990年9月，河源市第一中学招生。2003年6月，河源市第一中学市直学校布局调整中改制为初中，原高中部的27名導师被调任河源中学，改制後的初中部提出了「以人为本，关注心灵，发展创新，追求卓越”的目标。

## 活動
- 學校的藝術社團有文学社、模拟联合国、播音与主持协会、书画协会、口才社、街舞社、古典舞社、爵士舞社、曳步舞社、拉丁舞社、吉他社、摄影社、手工社、合唱队等共14個。
- 花样跳绳是學校的特色运动，在2017年体育中考中，单项跳绳得90分以上的学生有320人，95分以上的有93人，100分的有165人。[3]